# Kpezinde
Kpezinde est une ville du Togo.

## Géographie
Kpezinde est située à environ 27 km de Kara, dans la région de la Kara

## Vie économique
- Coopérative paysanne

## Lieux publics
- École primaire
- Dispensaire

## Association
- Une école pour Kpezinde

Cette association loi 1901 de droit français a pour but de permettre l'entretien et l'amélioration de l'école locale, autogérée. Elle a été récemment reconstruite "en dur" et va encore connaître des améliorations grâce aux ressources fournies par des sympathisants français. Plus d'informations sont disponibles sur le blog du président :
http://kpezinde.over-blog.org